# Racing Trelew
Racing Club de Trelew – argentyński klub piłkarski z siedzibą w mieście Trelew leżącym w prowincji Chubut.

## Osiągnięcia
- Mistrz ligi prowincjonalnej Liga de Fútbol „Valle del Chubut” (11): 1942, 1943, 1944, 1946, 1990, 1994 Apertura, 1994 Clausura, 1997 Apertura, 1997 Clausura, 1998 Apertura, 2000 Apertura

## Historia
Klub założony został 27 października 1920 roku i gra obecnie w czwartej lidze argentyńskiej Torneo Argentino B.